# Hermandad de Amor y Sacrificio (Jerez)

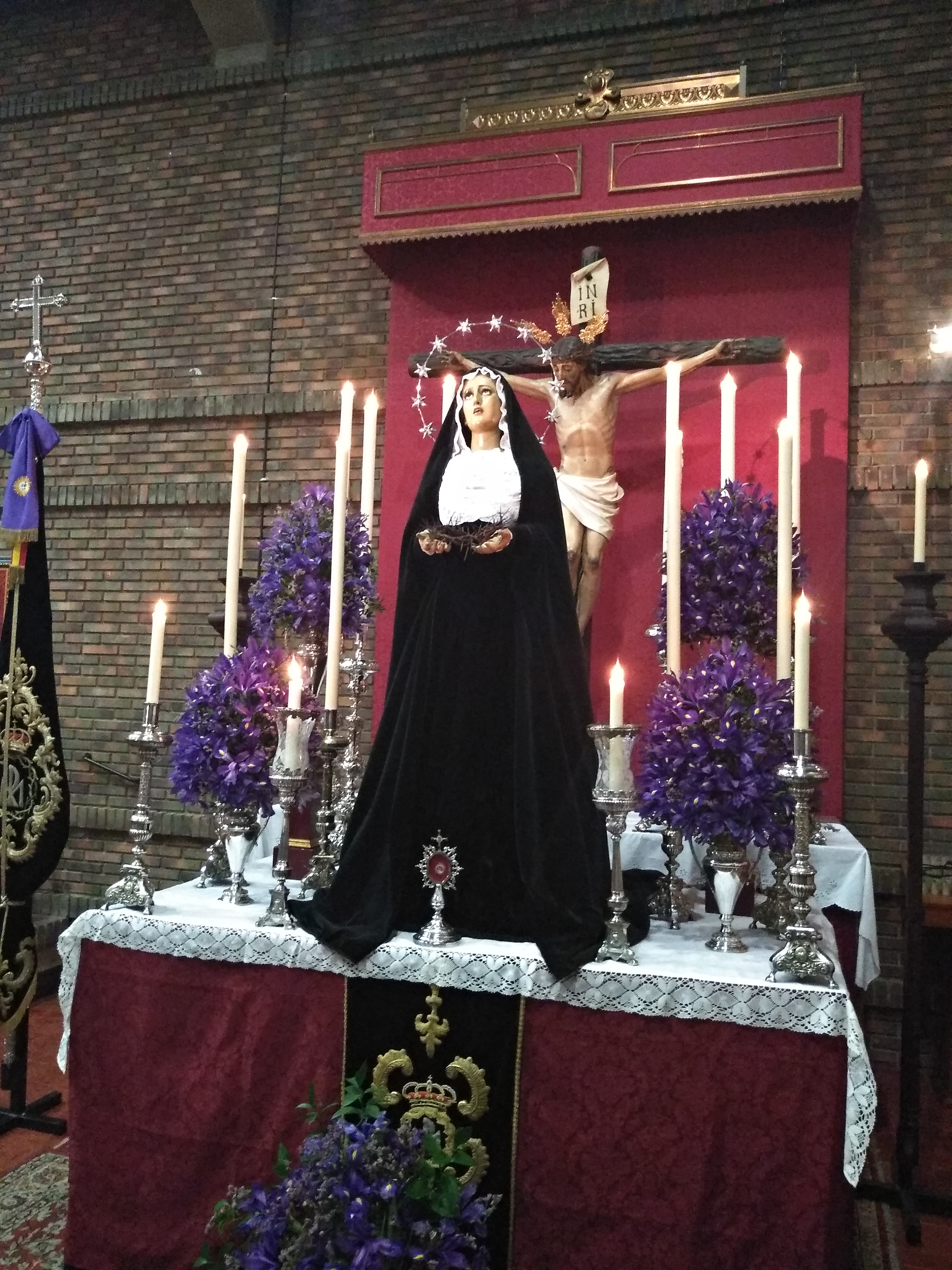
Altar de Triduo

La Piadosa Hermandad de Nuestra Señora del Amor y Sacrificio es una de las cofradías de Semana Santa de Jerez de la Frontera. Realiza su estación de penitencia en la tarde del Lunes Santo, sus principales señas de identidad son la rigurosa penitencia, la carga tradicional a horquilla y el constante rezo del Santo Rosario en voz alta y a unísono por todos sus hermanos. 
Lema: Amoris Victima - Doloris Hostia

## Historia
El 25 de enero de 1941, fiesta de la Conversión de San Pablo, se funda en la antigua Iglesia de San Ignacio de Jerez Iglesia de la Compañía de Jesús, por los congregantes de la Inmaculada y San Luis Gonzaga, por sugerencia del Director de la misma, el Padre Antonio de Víu, SJ. Siendo su primera salida procesional el Lunes santo 7 de abril de 1941. Su objetivo era dar culto a la Santísima Virgen en el misterio de sus Dolores, bajo la advocación del Amor y Sacrificio, con carácter de sufragio permanente por el eterno descanso de los congregantes y hermanos fallecidos.

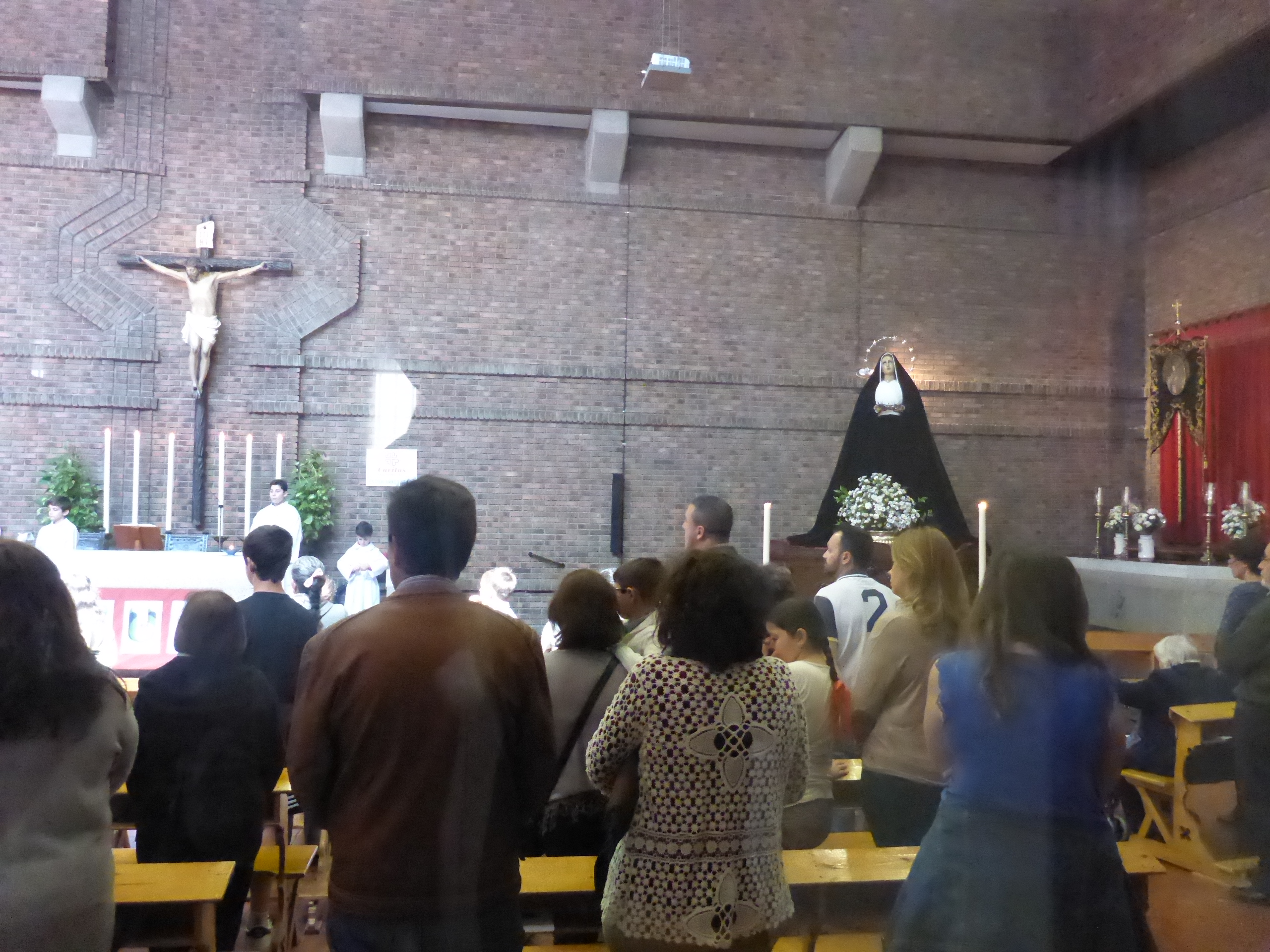
Sede

Actualmente desde 1973 tiene su sede Canónica en la Parroquia de Madre de Dios en Jerez de la Frontera.

## Imagen
ICONOGRAFÍA: Representa a la Virgen María en la soledad del Monte Calvario. Levanta entre sus manos la corona de espinas, símbolo del dolor humano santificado por los dolores divinos de Jesucristo.  Fija los ojos en el cielo en oración de sublime ofertorio al Padre Celestial por todas las madres que sufren. No llora, porque es la expresión de un dolor orante iluminado de esperanzas celestiales. La virgen viste de riguroso luto, sólo destacando el rostrillo que es blanco. Manto y saya de terciopelo negro sin bordar. Corona de aro con 12 estrellas realizada por Emilio Landa
AUTORÍA DE LA IMÁGEN: La Virgen del Amor y Sacrificio es obra del imaginero y congregante sevillano Carlos Monteverde Herrera✝1990 .

## Túnica
La túnica, el capuz y las zapatillas de esparto son de color negro, a la cintura llevan una soga de esparto atada al centro.

## Paso
Es un sencillo paso de parihuela en caoba encerada, con sencillos apliques de madera y Cuatro escudos: En el frontal escudo Hermandad, laterales Corazón de María y Corazón de Jesús, trasera Escudo Jesuita. El llamador en metal dorado; no lleva vela alguna, sobre el paso tan solo va la Santísima Virgen y su exorno floral de alhelíes y azahar.  No lleva música. 
La horquilla
Esta es una de las tres cofradías de Jerez que conservan la tradicional carga a horquilla (junto al Nazareno y la Expiración), donde las varas del paso van de delante hacia atrás y descansando sobre un solo hombro del cargador, durante la marcha van usando la horquilla cómo bastón, y cuando el paso se detiene es apoyado en las horquillas, por lo que descansan sobre ellas. Es cargado por los hermanos de la hermandad vestidos con túnica y capuz. Dos cuadrillas de 30 hermanos cargadores cada una.

## Paso por Carrera Oficial
| Predecesor: La Cena | Orden de entrada en Carrera Oficial (Lunes Santo) 5.º lugar | Sucesor: La Viga |

## Itinerario
Puertas del Sol, Plazuela, Sol, Granados, Plaza de las Angustias (lado derecho), Higueras, Medina, Honda, Bizcocheros, Caracuel, Plaza San Andrés, Santa Rosa, Plaza Aladro, Palquillo, CARRERAOFICIAL, Reducto Alto, Encarnación, de la Rosa, Manuel María González, Alameda Vieja, Conde de Bayona, San Agustín, Santa Cecilia, Plaza León XIII, Barja, Antón Daza, Ramón de Cala, Cruz Vieja,Cazon,sol, Plazuela, Puertas del Sol.
Dónde verla:  En la salida en pleno barrio flamenco de San Miguel, cantan saetas mientras muchos devotos le entregan ramos de flores. A la ida es hermoso contemplar a la Cofradía por la estrechez en  Calle Caracuel en el silencio de la tarde de Lunes Santo. A la vuelta por alameda vieja a la sombra de El Alcázar de Jerez. Al llegar a su barrio las saetas brotarán de manera constante desde la Iglesia San Miguel por donde la Cofradía accede para llegar a su templo.